# واجهة الدار عدد 2 ببطحاء عطاء الله
 واجهة الدار عدد 3 ببطحاء عطاء الله  هو معلم أثري تونسي مصنف من قبل المعهد الوطني للتراث يقع في ولاية القيروان في الوسط الغربي التونسي، تحديد في مدينة القيروان تم تصنيف المعلم في يوم 16 نوفمبر 1928 .

## مقالات ذات صلة
- قائمة المعالم الأثرية المصنفة في تونس